# Biljani Donji
Biljani Donji är ett samhälle i Bosnien och Hercegovina.   Det ligger i entiteten Federationen Bosnien och Hercegovina, i den västra delen av landet, 160 kilometer nordväst om huvudstaden Sarajevo. Biljani Donji ligger 208 meter över havet och antalet invånare är 1 245.
Terrängen runt Biljani Donji är huvudsakligen kuperad, men västerut är den bergig. Biljani Donji ligger nere i en dal.Närmaste större samhälle är Sanica, 2,2 kilometer väster om Biljani Donji. 
Omgivningarna runt Biljani Donji är en mosaik av jordbruksmark och naturlig växtlighet. Runt Biljani Donji är det ganska tätbefolkat, med 93 invånare per kvadratkilometer.